# Nyctophila reichii reichii
Nyctophila reichii reichii é uma subespécie de insetos coleópteros polífagos pertencente à família Lampyridae.
A autoridade científica da subespécie é Jacquelin du Val, tendo sido descrita no ano de 1859.
Trata-se de uma subespécie presente no território português.